# حدود بحرية
الحدود البحرية، هي الحدود التي تُحدد نطاقات الولاية البحريّة للدولة الساحلية، وتُسمّى أيضاً «خطوط في البحر» (بالإنجليزية: Lines in The Sea)‏، وتتضمن خطوط الأساس، وحدود الحافة القارية أو المنطقة الاقتصادية الخالصة، والحدود بين الدول ذات السواحل المتجاورة والمتقابلة.
ويجمع بين الحدود البرية والحدود البحرية أوجه شبه، كما يميز بينهما نقط تباين واختلاف. ووجوه الشبه قليلة، منها أن الهدف من رسم الحدود سواء في البر أو البحر واحد، وهو تأمين حدود الدولة. وأن الأسانيد والحجج المستخدمة في الحالتين متشابهة، كالأسانيد التقنية والتاريخية والاقتصادية والثقافية والقانونية. وأنه في حالة عدم توصل الدول الأطراف إلى اتفاق ثنائي، فإنها تلجأ إلى التحكيم، أو إقامة منطقة محايدة تقتسم مواردها.